# Église Notre-Dame de Jobourg
Pour les articles homonymes, voir Église Notre-Dame.
L'église Notre-Dame de Jobourg est un édifice catholique, de la fin du XIIe siècle, qui se dresse sur le territoire de l'ancienne commune française de Jobourg, dans le département de la Manche, en région Normandie.
L'édifice est classé au titre des monuments historiques.

## Localisation
L'église Notre-Dame est située dans le bourg de Jobourg, commune déléguée au sein de la commune nouvelle de La Hague, dans le département français de la Manche.

## Historique
Jean-François Millet disait « On dirait que le temps s'est assis dessus ». L'église romane est aujourd'hui rattachée à la nouvelle paroisse Bienheureux Thomas Hélye de la Hague du doyenné de Cherbourg-Hague. Une légende prétend qu'elle aurait été construite sur un temple de Jupiter.
En 1165, Richard de La Haye et Guillaume de Carbonnel la donnent à l’abbaye Notre-Dame du Vœu de Cherbourg. En 1637, Jean Lucas, écuyer, sieur de La Haye, habitant Vasteville fait un don à l'église de Jobourg.

## Description
L'église, de la fin du XIIe siècle, ecclésiole à chevet plat, avec clocher à la croisée, possède une nef lambrissée et un chœur à voûtes d'ogives. La tour-clocher du XVIe siècle, coiffée en bâtière, s'élève au-dessus d'une travée carrée. Elle fait partie de l'école de Lessay.
Dans la chapelle construite par la famille Lucas, vers 1636, sur la clef de voûte, pierre grise sculptée, figure le blason de la famille Lucas de La Haye, de gueules à trois chevrons d'argent.

## Protection
L'église est classée au titre des monuments historiques par arrêté du 26 juin 1972.

## Mobilier
L'église abrite un calice et sa patène classés au titre objet aux monuments historiques. Sont également conservés un bénitier et un cadran solaire (XVIIIe siècle).